# 湾岸道路
『湾岸道路』（わんがんどうろ）は、片岡義男の小説、またそれを原作にした日本の映画。

## 映画
1984年9月29日に日本で公開された。東映製作。

### スタッフ
- 監督: 東陽一
- 原作: 片岡義男
- 脚本: 金秀吉、東陽一
- 音楽: 一柳慧
- 撮影: 川上皓市
- 美術: 間野重男
- 編集: 市原啓子
- 製作: 東北新社、幻燈社
- 配給: 東映クラシックフィルム

### 出演
- 杉本健介: 草刈正雄
- 杉本芙美子: 樋口可南子
- キャサリン: マリアン
- 中村: 小林薫
- 佐々木: 清水健太郎
- ゆかり: 風祭ゆき
- 斎藤: 佐藤仁哉
- 長沢先生: 長門裕之
- 穴掘りの男: 観世栄夫
- 腹の出た中年男: ウガンダ
- 中島美智子(「桂」のママ): 池波志乃
- カードの男: 松橋登
- 上司・谷沢: 原田大二郎
- 杉本郁子: 草笛光子

### ストーリー
杉本健介は妻である芙美子の浪費癖のために、ようやく買うことに漕ぎ着けたハーレーの頭金を支払えなかった。しかし、お互いを深く干渉しない都会的な結婚生活を2年続けていて、それは上手くは行っていた。そのため、芙美子がお金を自由に使うためクラブにアルバイトに行きだし、彼女にお金を払って寝たい客が出てきても彼は許した。妻の浪費癖が身に掛かるという難題は消えたが、同時に彼の中で空虚なことが広がっていく。

### 備考
- 草刈にとっては前作の映画『汚れた英雄』（1982年）に続いてバイクもの映画への出演である。しかし、レーサーではなく、ハーレーダビッドソンに乗ることに憧れている男性という役柄になっている。